# Tristrophis rectifascia
Tristrophis rectifascia är en fjärilsart som beskrevs av Alfred Ernest Wileman 1912. Tristrophis rectifascia ingår i släktet Tristrophis och familjen mätare. Inga underarter finns listade i Catalogue of Life.

## Bildgalleri

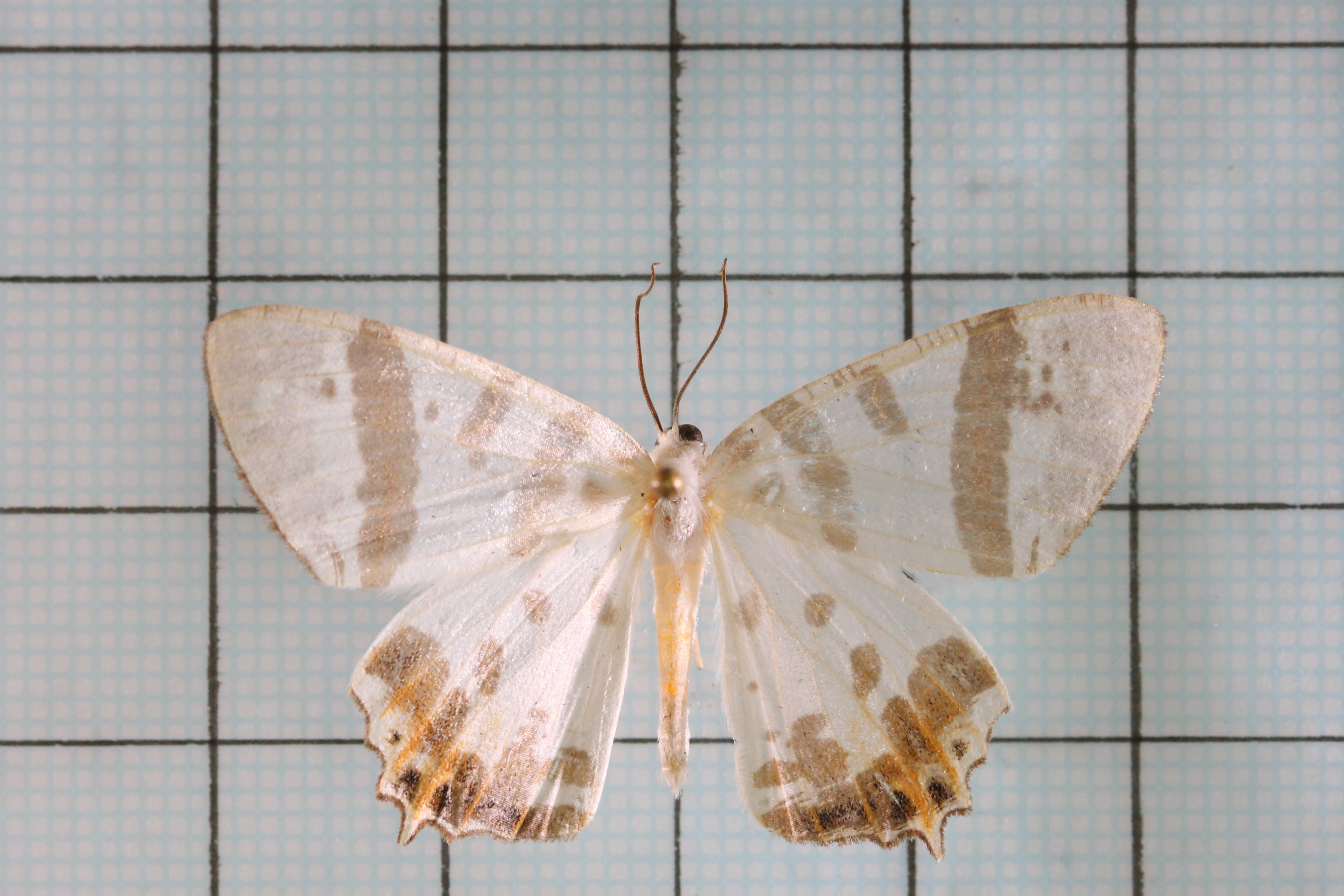